# Nicholas Monteiro
Nicholas Monteiro (Pembroke Pines, Florida, 20 oktober 2005) is een Braziliaans-Amerikaans autocoureur.

## Carrière

### Karting
Monteiro begon zijn autosportcarrière in het karting op zevenjarige leeftijd. Hij nam deel aan de Mirim-klasse van de Copa Brasil. In 2020 stapte hij over naar de Sprinter-klasse. Hij bleef tot 2022 actief in de karts en beëindigde zijn carrière in de KZ Graduados-klasse van het Braziliaans KZ-kampioenschap.

### Formule 4
In 2022 stapte Monteiro over naar het formuleracing en maakte hij zijn Formule 4-debuut in het nieuwe Braziliaans Formule 4-kampioenschap, waarin hij voor TMG Racing reed. In de seizoensopener op het Autódromo Velo Città eindigde hij direct op het podium en ook in alle drie de races in het tweede weekend op Autódromo José Carlos Pace behaalde hij podiumfinishes. Met 100 punten werd hij achtste in het klassement. Gedurende het jaar reed hij ook twee weekenden in het Italiaans Formule 4-kampioenschap voor Cram Motorsport, waarin een 26e plaats op het Autodromo Vallelunga zijn beste resultaat was.

### USF Pro 2000
In 2023 stapte Monteiro over naar de Verenigde Staten en kwam hij uit in het USF Pro 2000 Championship. Hij begon het seizoen bij het team NeoTech Motorsport, voordat hij in het laatste raceweekend overstapte naar TJ Speed Motorsports. Twee elfde plaatsen op het Stratencircuit Toronto waren zijn beste race-uitslagen en hij werd met 106 punten negentiende in het kampioenschap.
In 2024 bleef Monteiro actief in de USF Pro 2000, waarin hij overstapte naar DEForce Racing. Hij behaalde wederom zijn beste resultaat in Toronto, ditmaal met een zevende plaats. Met 162 punten verbeterde hij zichzelf naar de dertiende plaats in de eindstand.
In 2025 reed Monteiro een derde seizoen in de USF Pro 2000. Hij reed in de eerste twee weekenden voor DEForce Racing, voordat hij overstapte naar Turn 3 Motorsport. Hij behaalde zijn beste resultaten met zes zesde plaatsen, maar miste het laatste weekend op de Portland International Raceway. Met 185 punten eindigde hij als tiende in het klassement.

### NASCAR
In 2024 reed Monteiro in enkele races van de NASCAR Brasil Sprint Race, waarin hij op het Autódromo Internacional Potenza een race in de Challenge-klasse won. In 2025 keerde hij terug voor meer races in de hernoemde NASCAR Brasil Series voor het team MX Vogel.

### Formule Regional
In 2025 maakte Monteiro zijn Formule Regional-debuut in het Formula Regional Oceania Championship bij Mtec Motorsport. Hij behaalde zijn enige podiumplaats in het laatste raceweekend op het Highlands Motorsport Park. Met 132 punten werd hij twaalfde in het eindklassement.

### Indy NXT
In 2025 debuteerde Monteiro in de Indy NXT tijdens de race op Portland bij HMD Motorsports.